# Fakulta zdravotnických studií Univerzity Pardubice
Fakulta zdravotnických studií (FZS) Univerzity Pardubice je jednou ze sedmi fakult této vysoké školy. Vznikla roku 2007 a jejím sídlem jsou Pardubice. Její současnou děkankou je doc. Ing. Jana Holá, Ph.D.

## Historie
Počátky Fakulty zdravotnických studií sahají do roku 2002, kdy v Pardubicích vznikl vysokoškolský Ústav zdravotnických studií (ÚZS), který byl součástí Univerzity Pardubice. Výuka už od počátku probíhala ve spolupráci s Krajskou nemocnicí Pardubice. Od roku 2007 je toto pracoviště jednou z fakult Univerzity Pardubice.

## Orgány fakulty
| Názer orgánu                                         | Vedoucí orgánu                    |
| ---------------------------------------------------- | --------------------------------- |
| Katedra ošetřovatelství                              | Mgr. et Mgr. Michal Kopecký       |
| Katedra porodní asistence a zdravotně sociální práce | Mgr. Helena Poláčková             |
| Katedra klinických oborů                             | Mgr. Jan Pospíchal, Ph.D.         |
| interní klinika PKN                                  | MUDr. Petr Vojtíšek, Ph.D.        |
| Chirurgická klinika PKN                              | Doc. MUDr. Karel Havlíček, CSc.   |
| Klinika ORL a chirurgie hlavy a krku PKN             | prof. MUDr. Arnošt Pellant, DrSc. |
| Neurologická klinika PKN                             | Doc. MUDr. Edvard Ehler, CSc.     |
| Porodnicko-gynekologická klinika PKN                 | MUDr. Jitka Sobotková             |